# Calytrix alpestris
Calytrix alpestris là một loài thực vật có hoa trong Họ Đào kim nương. Loài này được (Lindl.) Court mô tả khoa học đầu tiên năm 1957.